# James Rebhorn
James Robert Rebhorn (Filadelfia, 1º settembre 1948 – South Orange, 21 marzo 2014) è stato un attore statunitense.

## Biografia
Diplomatosi alla Wittenberg University di Springfield e alla Madison Heights High School di Anderson (1966), si trasferì in seguito a New York, dove completò con successo un master nel 1972 alla Columbia University. Luterano convinto e praticante, si sposò con Rebecca Fulton Linn ed ebbe due figlie, Emma e Hannah. 
Specializzato in ruoli negativi di militari, medici, politicanti corrotti o di padri severi, alto, dal volto scavato e l'espressione accigliata, fu un apprezzato caratterista che partecipò, in un trentennio di carriera, a oltre un centinaio di produzioni. Lo si ricorda per esser stato il Segretario alla Difesa in Independence Day (1996), ma prima ancora in qualità di antagonista di Marisa Tomei in Mio cugino Vincenzo (1991) e di Al Pacino in Scent of a Woman - Profumo di donna (1992), interpretazioni per le quali i suoi due colleghi vennero premiati con il Premio Oscar. Sul piccolo schermo lavorò nelle due più longeve produzione della televisione, Sentieri e Così gira il mondo, e in diversi episodi di Law & Order - I due volti della giustizia. Dal 2009 al 2013 fece parte del cast della serie televisiva White Collar. Appare anche nel video di Madonna della canzone Bad Girl insieme a Christopher Walken oltre che chiaramente alla pop star americana.
È deceduto il 21 marzo del 2014 all'età di 65 anni nella sua casa di South Orange (New Jersey) a causa di un melanoma contro cui lottava dal 1992. James Rebhorn ha scritto personalmente il suo necrologio.

## Filmografia parziale

### Cinema
- He Knows You're Alone, regia di Armand Mastroianni (1980)
- Silkwood, regia di Mike Nichols (1983)
- Ore disperate (Desperate Hours), regia di Michael Cimino (1990)
- A proposito di Henry (Regarding Henry), regia di Mike Nichols (1991)
- Ombre e nebbia (Shadows and Fog), regia di Woody Allen (1991)
- Mio cugino Vincenzo (My Cousin Vinny), regia di Jonathan Lynn (1992)
- Basic Instinct, regia di Paul Verhoeven (1992)
- White Sands - Tracce nella sabbia (White Sands), regia di Roger Donaldson (1992)
- Wind - Più forte del vento (Wind), regia di Carroll Ballard (1992)
- Scent of a Woman - Profumo di donna (Scent of a Woman), regia di Martin Brest (1992)
- L'olio di Lorenzo (Lorenzo's Oil), regia di George Miller (1992)
- Carlito's Way, regia di Brian De Palma (1993)
- Ho trovato un milione di dollari (Blank Check), regia di Rupert Wainwright (1994)
- Otto secondi di gloria (8 Seconds), regia di John G. Avildsen (1994)
- Cara, insopportabile Tess (Guarding Tess), regia di Hugh Wilson (1994)
- Inviati molto speciali (I Love Trouble), regia Charles Shyer (1994)
- L'Albatross - Oltre la tempesta (White Squall), regia di Ridley Scott (1996)
- Qualcosa di personale (Up Close & Personal), regia di Jon Avnet (1996)
- Appuntamento col ponte (If Lucy Fell), regia di Eric Schaeffer (1996)
- Independence Day, regia di Roland Emmerich (1996)
- Fuga dalla Casa Bianca (My Fellow Americans), regia di Peter Segal (1996)
- The Game - Nessuna regola (The Game), regia di David Fincher (1997)
- La neve cade sui cedri (Snow Falling on Cedars), regia di Scott Hicks (1999)
- Il talento di Mr. Ripley (The Talented Mr. Ripley), regia di Anthony Minghella (1999)
- Le avventure di Rocky e Bullwinkle (The Adventures of Rocky & Bullwinkle), regia di Des McAnuff (2000)
- Ti presento i miei (Meet the Parents), regia di Jay Roach (2000)
- Pluto Nash (The Adventures of Pluto Nash), regia di Ron Underwood (2002)
- Lontano dal paradiso (Far from Heaven), regia di Todd Haynes (2002)
- Head of State, regia di Chris Rock (2003)
- Ritorno a Cold Mountain (Cold Mountain), regia di Anthony Minghella (2003)
- Last Shot (The Last Shot), regia di Jeff Nathanson (2004)
- Bernard & Doris - Complici amici (Bernard and Doris), regia di Bob Balaban (2006)
- Anamorph - I ritratti del serial killer (Anamorph), regia di Henry S. Miller (2007)
- Baby Mama, regia di Michael McCullers (2008)
- The International, regia di Tom Tykwer (2009)
- Real Steel, regia di Shawn Levy (2011)
- L'incredibile vita di Timothy Green (The Odd Life of Timothy Green), regia di Peter Hedges (2012)

### Televisione
- Sentieri (Guiding Light) – serial TV, 1 puntata (1984)
- Nord e Sud (North and South) – miniserie TV (1985)
- Dalla Terra alla Luna (From the Earth to the Moon) – miniserie TV, puntata 1x02 (1998)
- Squadra emergenza (Third Watch) – serie TV, 6 episodi (1999-2002)
- Reversible Errors - Falsa accusa, regia di Mike Robe (2004)
- The Book of Daniel – serie TV, 6 episodi (2006)
- Comanche Moon – miniserie TV (2008)
- Boston Legal – serie TV, episodi 5x02-5x05 (2008)
- Law & Order - I due volti della giustizia (Law & Order) – serie TV, 7 episodi (1992-2008)
- Royal Pains - serie TV, episodio 1x5 (2009)
- Blue Bloods – serie TV, episodio 2x13 (2012)
- Coma, regia di Mikael Salomon – miniserie TV (2012)
- The Good Wife - serie TV, 1 episodio (2013)
- Enlightened - serie TV, 4 episodi (2013)
- White Collar – serie TV, 16 episodi (2009-2013)
- Homeland - Caccia alla spia (Homeland) – serie TV, 8 episodi (2011-2013)

## Doppiatori italiani
Nelle versioni in italiano delle opere in cui ha recitato, James Rebhorn è stato doppiato da:
- Michele Kalamera in Ho trovato un milione di dollari, Il talento di Mr. Ripley, The Last Shot, Anamorph - I ritratti del serial killer, The Box - C'è un regalo per te..., Real Steel, Blue Bloods
- Pietro Biondi in Ombre e nebbia, Scent of a Woman - Profumo di donna, L'Albatross - Oltre la tempesta, Law & Order - I due volti della giustizia (ep. 11x14), Pluto Nash
- Sandro Iovino in Silkwood, Squadra Emergenza, Seinfeld, White Collar
- Oliviero Dinelli in Law & Order - I due volti della giustizia (ep. 5x12, 10x07, 12x20, 18x09), Bernard & Doris - Complici amici, L'incredibile vita di Timothy Green
- Sergio Di Giulio in Basic Instinct, The Practice - Professione avvocati, Baby Mama
- Gianni Giuliano in Independence Day, The Good Wife, Enlightened - La nuova me
- Luciano Roffi in White Sands - Tracce nella sabbia, Don McKay - Il momento della verità
- Antonio Sanna in A proposito di Henry, Qualcosa di personale
- Marco Mete in L'olio di Lorenzo, Dalla Terra alla Luna
- Franco Zucca in Carlito's Way, Homeland - Caccia alla spia
- Carlo Cosolo in Law & Order - I due volti della giustizia (ep. 8x02), The Game - Nessuna regola
- Dario Penne in Appuntamento col ponte, The International
- Carlo Reali in Royal Pains, 30 Rock
- Giorgio Lopez in Mistrial, Boston Legal
- Elio Zamuto in Inviati molto speciali
- Raffaele Uzzi in Mio cugino Vincenzo
- Raffaele Farina in Sentieri (1ª voce)
- Roberto Colombo in Sentieri (2ª voce)
- Saverio Moriones in Law & Order - I due volti della giustizia (ep. 2x16)
- Rino Bolognesi in La guerra dei bugiardi
- Gabriele Martini in Ti presento i miei
- Omero Antonutti in Lontano dal paradiso
- Stefano De Sando in La neve cade sui cedri
- Cesare Barbetti in Cara, insopportabile Tess
- Gianni Quillico in Fuga dalla Casa Bianca
- Ambrogio Colombo in Errori reversibili
- Luca Biagini in Head of State
- Mauro Bosco in Comanche Moon
- Mario Cordova in Otto secondi di gloria
- Bruno Alessandro in Homeland - Caccia alla spia (ep. 3x12)
- Mauro Magliozzi in Basic Instinct (ridoppiaggio)